# Don Khong
Don Khong je najveći otok i sjedište uprave riječnog arhipelaga Si Phan Don koji se nalazi na rijeci Mekong u južnom Laosu.
Otok je dug 18 kilometara u smjeru sjever-jug, a 8 kilometara širok u najširem dijelu. Ima populaciju od oko 55.000 stanovnika, uglavnom koncentriranih u dva naselja Muang Saen (na zapadu) i Muang Khong (na istok), a potonji je de facto glavni grad otoka, kao i sjedište regionalne vlade. Bivši predsjednik Laosa, Khamtai Siphandon ima prebivalište na otoku. Don Khong ima visoku kvalitetu infrastrukture, kao što su asfaltirane ceste i električna energija. Otok je poznat po svojim prirodnim ljepotama i rastuća je turistička destinacija. Mnogi turisti kombiniraju posjet otoku s posjetom obližnjih otoka Don Det i Don Khon, s kojih je moguće vidjeti slapove Khone Phapheng.